# Rochester (condado de Ulster, Nueva York)
Rochester es un pueblo del condado de Ulster, estado de Nueva York, Estados Unidos. Tiene una población estimada, a mediados de 2022, de 7359 habitantes.

## Geografía
El municipio está ubicado en las coordenadas 41°48′47″N 74°16′14″O / 41.81306, -74.27056 (41.812976, -74.270645). Según la Oficina del Censo, tiene una superficie total de 232.4 km², de la cual 231.3 km² corresponden a tierra firme y 1.1 km² están cubiertos de agua.

## Demografía
Según el censo de 2000, en ese momento los ingresos medios de los hogares eran de $43,071 y los ingresos medios de las familias eran de $47,257. Los hombres tenían ingresos medios por $36,250 frente a los $24,773 que percibían las mujeres. Los ingresos per cápita eran de $21,065. Alrededor del 10.9% de la población estaba por debajo del umbral de pobreza.
De acuerdo con la estimación 2017-2021 de la Oficina del Censo, los ingresos medios de los hogares son de $69,583 y los ingresos medios de las familias son de $87,192. Los ingresos per cápita en los últimos doce meses, medidos en dólares de 2021, son de $39,801. Alrededor del 13.7% de la población está por debajo del umbral de pobreza.